# Сігеберт (король Східної Англії)
Сігеберт Святий (давн-англ. Sigeberht; ? — 636) — король Східної Англії у 629—634 роках.

## Життєпис

### Молоді роки
Походив з династії Вуффінгів. Син Редвальда, короля Східної Англії, та бретвальди. Втім, за Вільгельмо Мальмсберійським мати Сігеберта з Кентської династії спочатку була одружена з представником Есквінінгів — династії, що панувала в Ессексі. Сігеберт був його сином і пасербом Редвальда.
Після переходу Редвальда між 597 та 604 роками Сігеберт залишився поганином. Після 616 року, коли Редвальд став бретвальдом англосаксів, Сігеберт вступив у конфлікт з ним й вимушений був тікати до королівства франків. Тривалий час він мешкав при дворі короля Хлотаря II, де хрестився та здобув гарну освіту.
У 627 році після загибелі короля Еорпвальда повернувся до Східної Англії, де очолив християн проти короля-поганина Рікберта. До Сігеберта долучився двоюрідний брат Егрік. У 629 або 630 році війська Сігеберта і Егріка здобули перемогу — Рікберта було повалено й страчено. Переможці стали королями-співволодарями.

### Королювання
Сігеберт розділив королівство з Егріком (Норфолк і Саффолк), здобувши підтримку Едвіна, короля Нортумбрії. Мав гарні стосунки з Егріком, незважаючи на те, що той був поганином.
Під час правління Сігеберта в його королівство прибув місіонер Фелікс, щоб проповідувати англам християнство. Сігеберт заснував для нього єпископську кафедру в Доммоку.
Близько 633 року Сігеберт прийняв у себе ірландського місіонера Фурси, якому віддав під монастир старий римський форт Кнобересбург. Фурси з ченцями побудували безліч церков. Їхню діяльність високо оцінив єпископ Фелікс і Гонорій, архієпископ Кентерберійський. Також він влаштував шлюб Егріка з внучатою небогою Едвіна, короля Нортумбрії. Цим сприяв переходу того на християнство.
Хроністи відзначають, що Сігеберт був досить освіченим монархом. Він створив школу для хлопчиків на кшталт тієї, де він сам навчався у Франкському королівстві. Викладання в школі велося латиною. Фелікс, що став архієпископом Кентерберійським, допоміг знайти в королівстві Кент досвідчених викладачів для школи.
У 633 році після давнього союзника та друга Едвіна Нортумбрійського у війні проти Гвінеда та Мерсії Сігеберт занепав духом й вдався в релігію. У 634 році вирішив зректися трону на користь Егріка й піти до монастиря Беодрікесворт.

### Останні роки
У 636 році на Східну Англію напав Пенда, король Мерсії, який вирішив знищити союзника Нортумбрії. У складній ситуації англійські військовики запросили Сігеберта повернутися з монастиря і повести їх у бій, оскільки авторитет Сігеберта був вище, ніж у короля Егріка. Сігеберт відмовився, але його насильно відвезли з монастиря на поле битви. Король-монах вирішив не брати в руки зброї, пішов у бій з простою палицею в руках і був убитий. Таким чином він став першим християнським мучеником з числа англів. Дата визначення 29 жовтня.